# Po půlnoci (album, Mandrage)
Po půlnoci je album české hudební skupiny Mandrage. Vydáno bylo 19. ledna roku 2018.

## Seznam skladeb
1. Před půlnocí
2. Motýli
3. Filmy
4. Endorfiny
5. Slečno, já se omlouvám se
6. Herečky
7. Plakáty
8. Malí sráči v nás (cover Zuby Nehty)
9. Apolinář
10. Honolulu
11. Výroba
12. Díky tobě
13. Po půlnoci